# Stag Island, Ontario
Stag Island är en ö i Kanada.   Den ligger i provinsen Ontario, i den sydöstra delen av landet, 600 km sydväst om huvudstaden Ottawa.
Omgivningarna runt Stag Island är en mosaik av jordbruksmark och naturlig växtlighet. Runt Stag Island är det ganska glesbefolkat, med 34 invånare per kvadratkilometer.